# Brem-sur-Mer
Brem-sur-Mer – miejscowość i gmina we Francji, w regionie Kraj Loary, w departamencie Wandea.

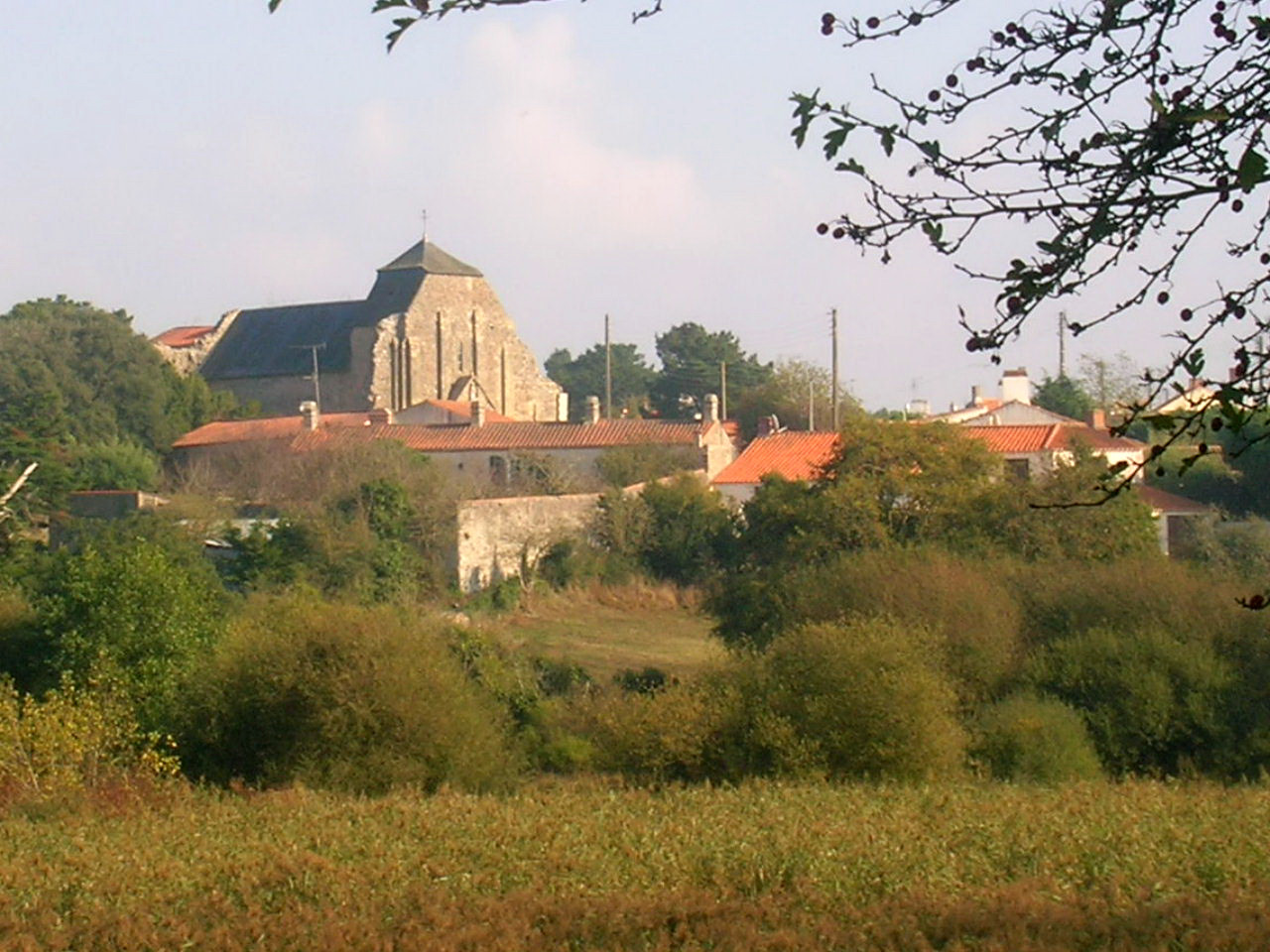
Kościół św. Mikołaja

Według danych na rok 1990 gminę zamieszkiwało 1709 osób, a gęstość zaludnienia wynosiła 108 osób/km² (wśród 1504 gmin Kraju Loary Brem-sur-Mer plasuje się na 359. miejscu pod względem liczby ludności, natomiast pod względem powierzchni na miejscu 742.).